# Madalena de Jolda
Madalena de Jolda is een plaats (freguesia) in de Portugese gemeente Arcos de Valdevez en telt 415 inwoners (2001).

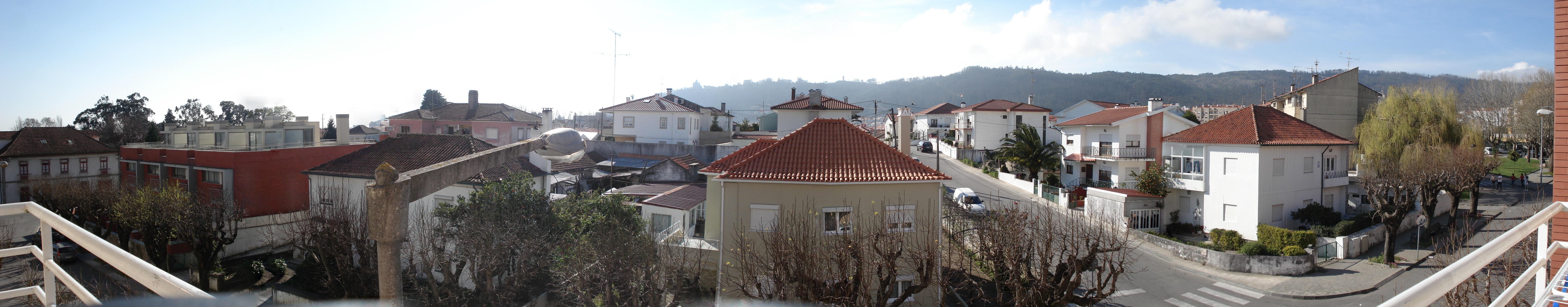
Madalena

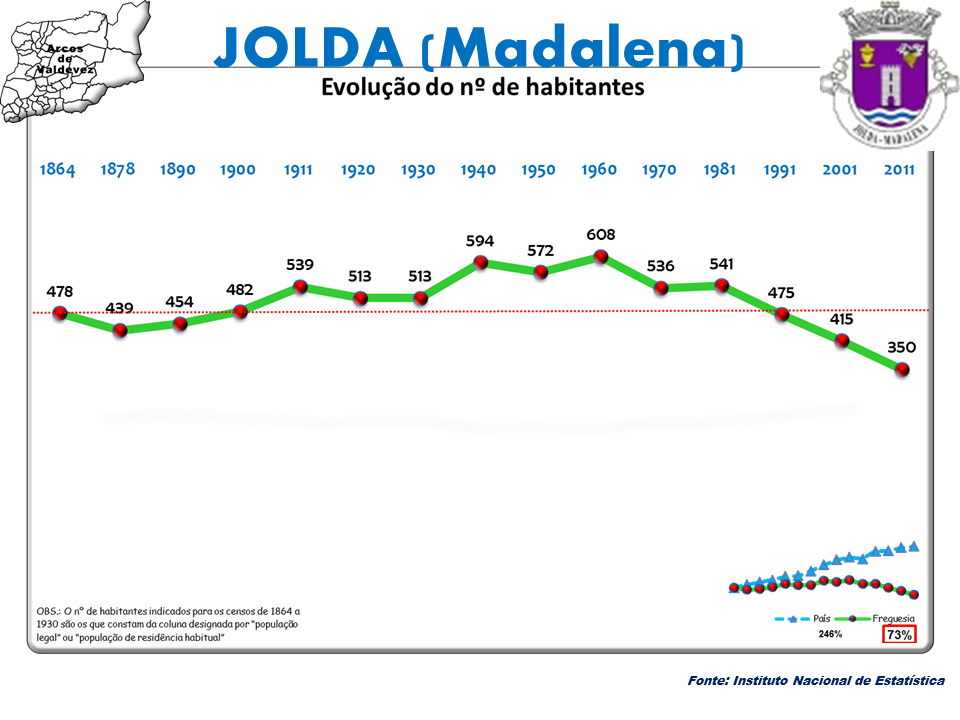
Bevolkingsontwikkeling tussen 1864 en 2011